# Naftokinoni
Naftokinoni (nafta + kinon) su nezasićeni ciklički diketoni, C10H6O2, kinoni koji se odvode od naftalena. Od tri moguća i poznata izomera najznačajniji je 1,4-naftokinon. Njegovi alkilni derivati ili izvedeni spojevi (filokinon, menakinon, menadion) čine vitamin K, a hidroksilni derivati (juglon, loson) ubrajaju se u prirodna bojila.

## Vitamin K
Vitamin K je poznat kao koagulacijski (od tuda i ono K u nazivu), odnosno antihemoragični vitamin, jer ima važnu ulogu u zgrušavanju krvi. Nedostatak ovog vitamina može rezultirati raznim hemoragičnim bolestima ili krvarenju. Ovo je skupina od nekoliko vitamina od kojih su neki topljivi u vodi, a neki nisu. Putem hrane dobivamo ga iz lisnatog povrća, biljnih ulja, jetre. Ta skupina od nekoliko vitamina po svojoj su strukturi naftokinoni. Vitamini K1 (fitomenadion) i K2 (menakinon) su prirodnog porijekla, a K3 (menadion) se dobiva sintetski. Oni nisu topivi u vodi i pod utjecajem svjetlosti se raspadaju. Često se koriste preparati menadiol-natrij-fosfat i menadion-natrij-bisulfit. Dnevne količine vitamina K su jako male. Zdrava ga osoba može dovoljno nabaviti putem hrane ili sintezom menakinona pomoću bakterija koje se nalaze u crijevima. Za odraslu zdravu osobu RDA se kreće između 60 μg i 80 μg. Vitamin K je prijeko potreban za sintezu bjelančevina koje sudjeluju u procesu koagulacije krvi. Sinteza tih bjelančevina odvija se u jetri. Hipovitaminoza je kod ovog vitamina rijetka jer je prisutan u različitim vrstama hrane, a ako ona postoji, potrebno je uzimati veće količine vitamina K zbog raznih hemoragija. Može doći čak i do hipoprotrombinemije (kad oštećene jetrene stanice ne mogu iskoristiti vitamin K).